# Albinese Calcio 1996-1997
Questa voce raccoglie le informazioni riguardanti l'Albinese Calcio nelle competizioni ufficiali della stagione 1996-1997.

## Risultati

### Campionato Nazionale Dilettanti

#### Poule Scudetto
| Albino 18 maggio 1997 Primo turno - 1ª giornata | Albinese       | 0 – 0 | Mantova | Stadio John Fitzgerald Kennedy\| Arbitro: \| Lecci (Varese) \| |
| Arbitro:                                        | Lecci (Varese) |       |         |                                                                |

| Arbitro: | P.Rossi (Forlì) |

|                                 |           |               |
| Comi 15’ Rossi 45’ Giannini 83’ | Marcatori | 88’ Locatelli |